# ГЕС Dale II
ГЕС Dale II — гідроелектростанція на півдні Норвегії за три десятки кілометрів на північний схід від Бергена. Знаходячись після ГЕС Фоссе (25 МВт), становить нижній ступінь в каскаді на річці Bergsdalsvassdraget, яка впадає до затоки на східному узбережжі Veafjorden (належить до системи фіордів навколо острова Osterøy, при цьому Veafjorden простягається уздовж його східної сторони).
В 1927—1951 роках на ГЕС Dale ввели в експлуатацію шість турбін типу Пелтон. У другій половині 1980-х в горі позаду будівлі старої станції спорудили новий машинний зал, де з 1990-го почала роботу одна турбіна типу Френсіс потужністю 113 МВт. Це дозволило вивести чотири старих гідроагрегати з експлуатації, залишивши в роботі лише дві наймолодші турбіни потужністю по 14,7 МВт. А після запуску у 2007-му ще однієї турбіни типу Френсіс потужністю 30 МВт старий машинний зал повністю припинив роботу. Можливо відзначити, що на сайті власника — компанії BKK Produksjon — загальна потужність об'єкта зазначена як 146 МВт, а на сайті норвезького Директорату водних ресурсів та енергетики — як 150 МВт.
Вода для роботи станції подається з розташованого на Bergsdalsvassdraget невеликого водосховища Storfossdammen по дериваційному тунелю завдовжки 2,2 км з перетином 45 м2. Гідроагрегати використовують напір у 369 метрів та забезпечують виробництво 664 млн кВт-год електроенергії на рік.
Відпрацьована вода по відвідному тунелю транспортується до Daleelva (назва останньої ланки Bergsdalsvassdraget), що протікає за кілька сотень метрів.